# Бертран де Тессі
Бертран де Тессі (фр. Bertrand de Thessy; д/н — 1231) — 14-й великий магістр ордену госпітальєрів у 1228—1231 роках.

## Життєпис
За різними свідченнями був французьким або італійським шляхтичем. Про початкову діяльність як братчика ордену нічого невідомо. 1228 року обирається великим магістром. Того ж року він звернувся з проханням до папи римського Григорія IX розірвати договір про перемир'я між християнськими та мусульманськими державами. Згодом відмовився брати участь у Шостому хрестовому поході, допомогти армії імператора Фрідріха II, який був відлучений від церкви.
Разом з загоном тамплієрів слідував за військом імператора, що вступило до Яффи, а звідти рушило до Єрусалиму. 1299 року разом з духовенством Єрусалимського королівства відкинув угоду імператора з Аюбідами. Тому госпітальєрів і тамплієрів виключили з договору.
Восени 1229 року спільно з тамплієрами захопив замок Монферра. У 1229 році аль-Музаффар Махмуд, новий емір Хами, перестав платити данину госпітальєрів. Для його покарання великий магістр 1230 року рушив на підкорення Хами, проте зазнав тяжкої поразки. Також тривав конфлікт з Боемундом IV, князем Антіохії. На прохання де Тессі папа римський Григорій IX наклав на Боемунда IV інтердикт.
Помер великий магістр у жовтні або листопаді 1231 року. Його наступником став Гарен де Лебрюн.